# V483 Андромеды
V483 Андромеды (лат. V483 Andromedae) — двойная затменная переменная звезда типа W Большой Медведицы (EW) в созвездии Андромеды на расстоянии приблизительно 785 световых лет (около 241 парсека) от Солнца. Видимая звёздная величина звезды — от +12,2m до +11,97m. Орбитальный период — около 0,2971 суток (7,1297 часов).

## Характеристики
Первый компонент — жёлтый карлик спектрального класса G8V. Радиус — около 1,16 солнечного, светимость — около 0,829 солнечных. Эффективная температура — около 5125 K.
Второй компонент — жёлтый карлик спектрального класса G.